# Civilní obrana

Mezinárodní znak civilní obrany, schválený prvním protokolem z roku 1977, který doplňoval Ženevskou konvenci z roku 1949

Civilní obrana (též civilní ochrana, zkratka CO) je soustava úkolů a opatření zaměřených na ochranu života, zdraví a majetku obyvatelstva, jakož i národního hospodářství. Tento termín zahrnuje i organizace a instituce provádějící tyto úkoly (civilní obrana) a opatření (civilní ochrana obyvatelstva). Spočívá zejména v analýze možného ohrožení, v provádění opatření ke snížení nebo eliminaci rizik ohrožení a v odstraňování následků mimořádných událostí, včetně ohrožení civilního obyvatelstva během vojenských konfliktů.

## Historie
Civilní obrana se začala rozvíjet počátkem 20. let a v průběhu 30. let 20. století. Významně ji urychlil rozvoj vojenského a především bombardovacího letectva, který způsobil během druhé světové války velké ohrožení civilního obyvatelstva i v hlubokém týlu bojujících armád. Později se rozvíjela v důsledku možnosti použití zbraní hromadného ničení, především jaderných zbraní, také jako ochrana při únicích nebezpečných látek, průmyslových nehodách a živelních pohromách. Opatření a postupy civilní obrany byly organizovány na všech úrovních společnosti v městech, vesnicích, závodech, školách, úřadech a podobně. Vytvářely se i objektové útvary, jejichž cílem byla ochrana obytných domů, škol či závodů. Od konce studené války se ochrana civilního obyvatelstva již nesoustředila na obranu před vojenskými útoky, ale zaměřila se na ochranu před katastrofami a havarijními situacemi všeobecně.